# Cargo (Filmzeitschrift)
Cargo ist eine deutsche Fachzeitschrift für Film und angrenzende Künste. Sie erscheint seit 2009 vierteljährlich im Cargo-Verlag. Seit 2015 gestaltet sie die Gesprächsreihe „Episode“ zu Fernsehserien an den Münchner Kammerspielen.

## Inhalt
Cargo ist eine Filmzeitschrift mit über den Film hinausreichendem Anspruch. So titelte die Deutsche Welle zum ersten Heft: „Auf dem hart umkämpften Markt der Kinomagazine blickt Cargo über die Ränder hinaus“. Dies spiegelt sich in Rubriken wie „Anderes Kino“, in Artikeln zu Fotografie, Theater und Kunst ebenso wie in der Wahl der Kolumnisten wider. „Dieser Anspruch aufs Ganze unterscheidet Cargo von anderen Zeitschriften zum Kino“, schrieb die taz in einem Artikel, der die Zeitschrift vorstellt. Der Titel steht dabei für den Versuch, „Film als Frachtgut zu begreifen“, was den Blick auf gesellschaftliche und kulturelle Zusammenhänge öffnet. Negativ bezeichnete sie – „als einzige deutsche Filmzeitschrift“ – als Publikation des 21. Jahrhunderts: „Weil sie im Bewusstsein darüber entsteht, was wir alle im Internet täglich lesen und wie wir Filme und Serien schauen (können).“ Der analytische Zugang zum Thema Film reicht bei Cargo von umfassenden gesellschaftstheoretischen Reflexionen bis zu den Feinheiten der Rezeptionsästhetik.

## Geschichte
Die Zeitschrift entstand 2009 als Nachfolgepublikation der von 1998 bis 2008 bestehenden und ebenfalls von Ekkehard Knörer gegründeten und herausgegebenen Online-Filmzeitschrift Jump Cut Magazin. Nachdem die Überlebenschancen der Zeitschrift von manchen Beobachtern zunächst skeptisch eingeschätzt wurden, hat sich das Magazin unterdessen seinen festen Platz im umkämpften Markt erarbeitet, urteilte Revolver bereits 2014: „Mit der Filmzeitschrift CARGO […] hat sich zumindest ein souveräner Spieler etabliert.“

## Autoren
Cargo-Kolumnisten waren unter anderem der Filmregisseur Christian Petzold, die Britta-Sängerin und Publizistin Christiane Rösinger oder Helgard Haug von der Theatergruppe Rimini Protokoll. Peter Praschl, Autor der Die Welt, ist seit der ersten Ausgabe als Kolumnist dabei.
Andere Autoren sind neben Filmkritikern / Filmwissenschaftern wie Daniel Eschkötter, Elena Meilicke, Stefanie Diekmann oder Lukas Foerster die Redakteure Ekkehard Knörer, Simon Rothöhler und Bert Rebhandl, der Poptheoretiker Diedrich Diederichsen (ehemals Spex), der Schriftsteller David Wagner, die Schriftstellerin Elfriede Jelinek, die Filmprofessorin Gertrud Koch (FU Berlin) und der Filmemacher Rainer Knepperges. Auch der 2011 verstorbene Filmkritiker Michael Althen (FAZ) schrieb für Cargo.

## Die Website der Zeitschrift: Cargo-Film
Mit Cargo-Film hat Cargo seit dem Spätherbst 2008 einen eigenständigen, gemäß Berliner Zeitung „hervorragenden“ Internetauftritt. Dort finden sich exklusive Video-Interviews mit Regisseuren wie Apichatpong Weerasethakul, Dominik Graf und anderen, wöchentliche Filmbewertungen sowie ein mehrmals täglich aktualisiertes Blog. Der Webauftritt der Zeitschrift war in der Kategorie „Kultur und Unterhaltung“ für den Grimme Online Award 2009 nominiert.